# Duttaphrynus brevirostris
Duttaphrynus brevirostris és una espècie d'amfibi de la família del bufònids. Només es coneix que visqui a la seva localitat tipus al sud de l'Índia, al centre dels Ghats Occidentals, a la localitat de Kempholey, Districte de Hassan, Estat de Mysore. Es creu que es va trobar entre els 200 i 300 metres d'altitud i no s'ha tornat a capturar cap més exemplar.
Es desconeix el seu hàbitat i la seva ecologia, encara que es creu que es reprodueix a l'aigua i té un desenvolupament larvari. La seva localitat tipus ha experimentat una expansió de l'agricultura i de les infraestructures que podrien comprometre la supervivència de l'espècie.